# Sympherobius similis
Sympherobius similis is een insect uit de familie van de bruine gaasvliegen (Hemerobiidae), die tot de orde netvleugeligen (Neuroptera) behoort. 
Sympherobius similis is voor het eerst wetenschappelijk beschreven door Carpenter in 1940.